# Indifférence (baseball)
Ne doit pas être confondu avec choix défensif (baseball) ou but volé.
Au baseball, une indifférence défensive (en anglais Defensive indifference) décrit une action de jeu durant laquelle un coureur (ou plusieurs) avance d'une base à l'autre sans que l'équipe en défense n'essaye de l'en empêcher. 
Il ne doit pas être confondu avec le choix défensif, où la défense joue le retrait d'un autre joueur d'attaque (souvent le jeu le plus proche et le plus facile), ni le vol de but, où la défense tente de retirer le coureur.

## Exemple

### Coureurs aux1eret3ebuts
Une indifférence se produit souvent dans une situation où l'attaque possède des coureurs au premier but et au troisième but. Sachant la deuxième base libre, le coureur en première base va tenter de la prendre (voler), voulant provoquer un jeu sur lui et permettre au coureur en trois de tenter d'aller croiser le marbre et marquer un point. 
Dans la plupart des cas, la défense ne tente rien, d'où le terme indifférence, car le risque d'encaisser un point en raison d'un mauvais relais en deuxième base, ou encore d'un retrait en deux trop long pour avoir l'occasion de retirer le coureur parti de la troisième base au marbre, est trop grand. C'est un dilemme pour la défense car sur l'action suivante, il y a deux (et non plus un) joueurs en position de marquer, ainsi qu'aucun jeu forcé en deuxième base.

### Autres situations
D'autres situations donnent parfois lieu à des indifférences défensives :
- Deux retraits dans la manche, coureur(s). La défense privilégiera le dernier retrait du frappeur au marbre.